# Eulepidopsis wilsoni
Eulepidopsis wilsoni är en skalbaggsart som beskrevs av Louis Burgeon 1946. Eulepidopsis wilsoni ingår i släktet Eulepidopsis och familjen Melolonthidae. Inga underarter finns listade i Catalogue of Life.